# Родинка (платформа)
Ро́динка — остановочный пункт (платформа) Московской железной дороги в границах Сельского поселения «Посёлок Юбилейный» Малоярославецкого района Калужской области. Открыт в 1951 году на Московско-Киевской железной дороге.

## Описание
Расположен на электрифицированном участке Бекасово I — Тихонова Пустынь Московской железной дороги. Входит в Московско-Смоленский центр организации работы железнодорожных станций (ДЦС-3) Московской дирекции управления движением ОАО РЖД.
Построены две высокие короткие (на 5 вагонов) пассажирские платформы. Расстояние от Киевского вокзала: 153 километра. Время в пути от Москвы примерно 2 часа 30 минут. Остановочный пункт отнесён к 16-й тарифной зоне. Платформы турникетами не оборудованы — установлены терминалы предварительного проездного документа — ТППД. Переход между платформами низкий, из деревянных настилов.

## История
Остановочный пункт (платформа) открыт на участке Малоярославец — Тихонова Пустынь Московско-Киевской железной дороги в 1951 году и назван по имени близлежащей деревни — Родинка. В 2005 году на участке у платформы Родинка был произведён сложный капитальный ремонт пути с полной заменой рельсошпальной решётки.

## Пассажирское движение
На о.п. Родинка останавливаются все электропоезда, следующие на Малоярославец и Калугу I. Поезда дальнего следования и экспрессы остановки тут не имеют.

## Комментарии
1. ↑  Данные о точных границах региона (отделения) не публиковались в официальных источниках.
2. ↑  ТППД — терминал, с помощью которого пассажир оформляет предварительный проездной документ (талон), подтверждающий факт отправления от станций, где отсутствуют или не работают билетные кассы и билетные автоматы.